# Стаццема
Стаццема (итал. Stazzema) — коммуна в Италии, располагается в регионе Тоскана, в провинции Лукка.
Население составляет 3363 человека (2008 г.), плотность населения составляет 42 чел./км². Занимает площадь 80 км². Почтовый индекс — 55060, 55040. Телефонный код — 0584.
Покровителем населённого пункта считается святой Антоний Падуанский.

## Демография
Динамика населения:

## Администрация коммуны
- Официальный сайт: http://www.comune.stazzema.lu.it/